# Зельден (Баден-Вюртемберг)
Зельден (нім. Sölden) — громада в Німеччині, знаходиться в землі Баден-Вюртемберг. Підпорядковується адміністративному округу Фрайбург. Входить до складу району Брайсгау-Верхній Шварцвальд.
Площа — 3,80 км2. Населення становить 1271 ос. (станом на 31 грудня 2020).